# Avala
Avala (v srbské cyrilici Авала) je vrchol, který se nachází 16,5 km jižním směrem od Bělehradu v Srbsku. Jeho nadmořská výška činí 511 m. Dobře je viditelná pro ty, kteří do srbské metropole přijíždějí z východu a z jihu po dálnici.

## Název

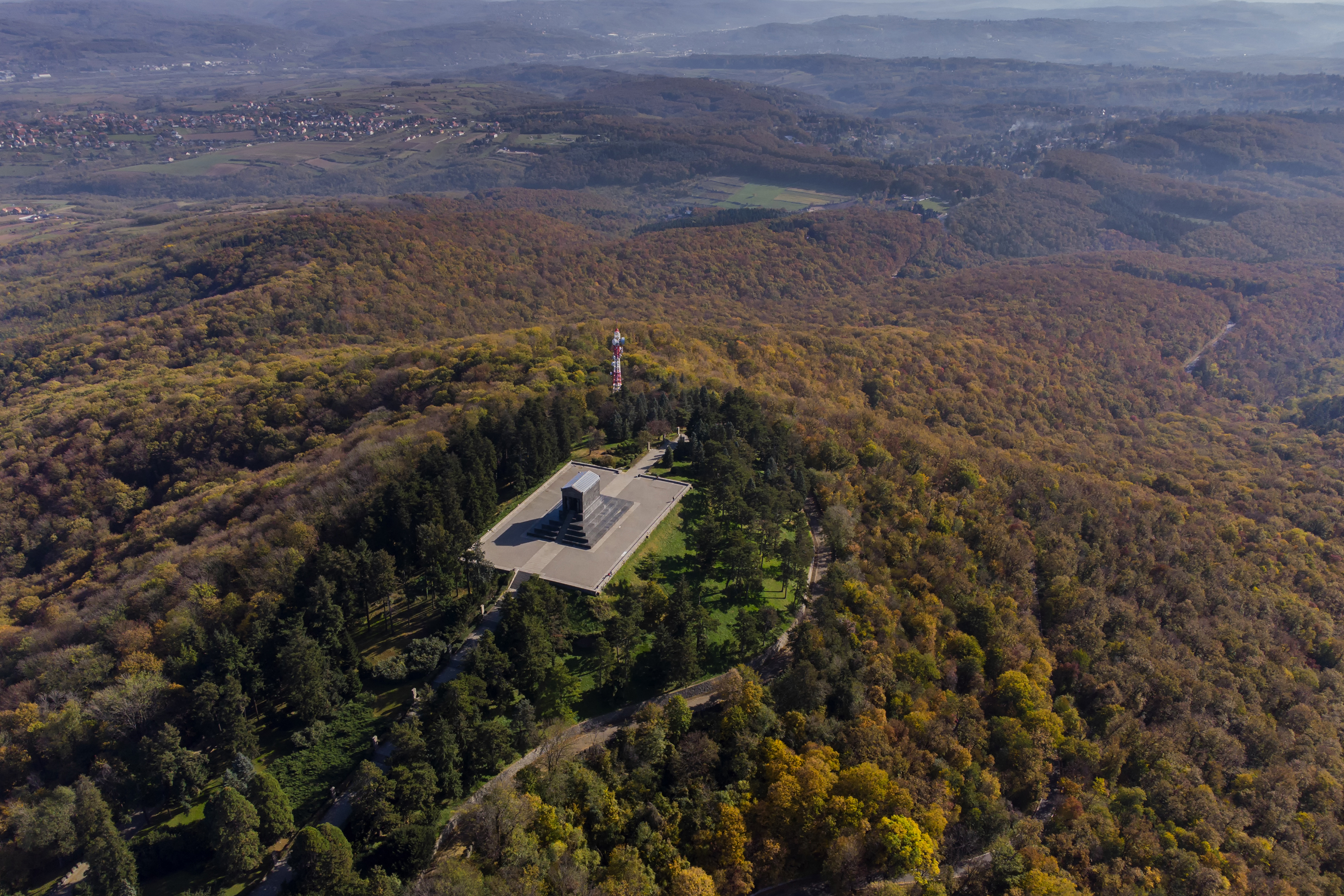
Avala, letecký pohled.

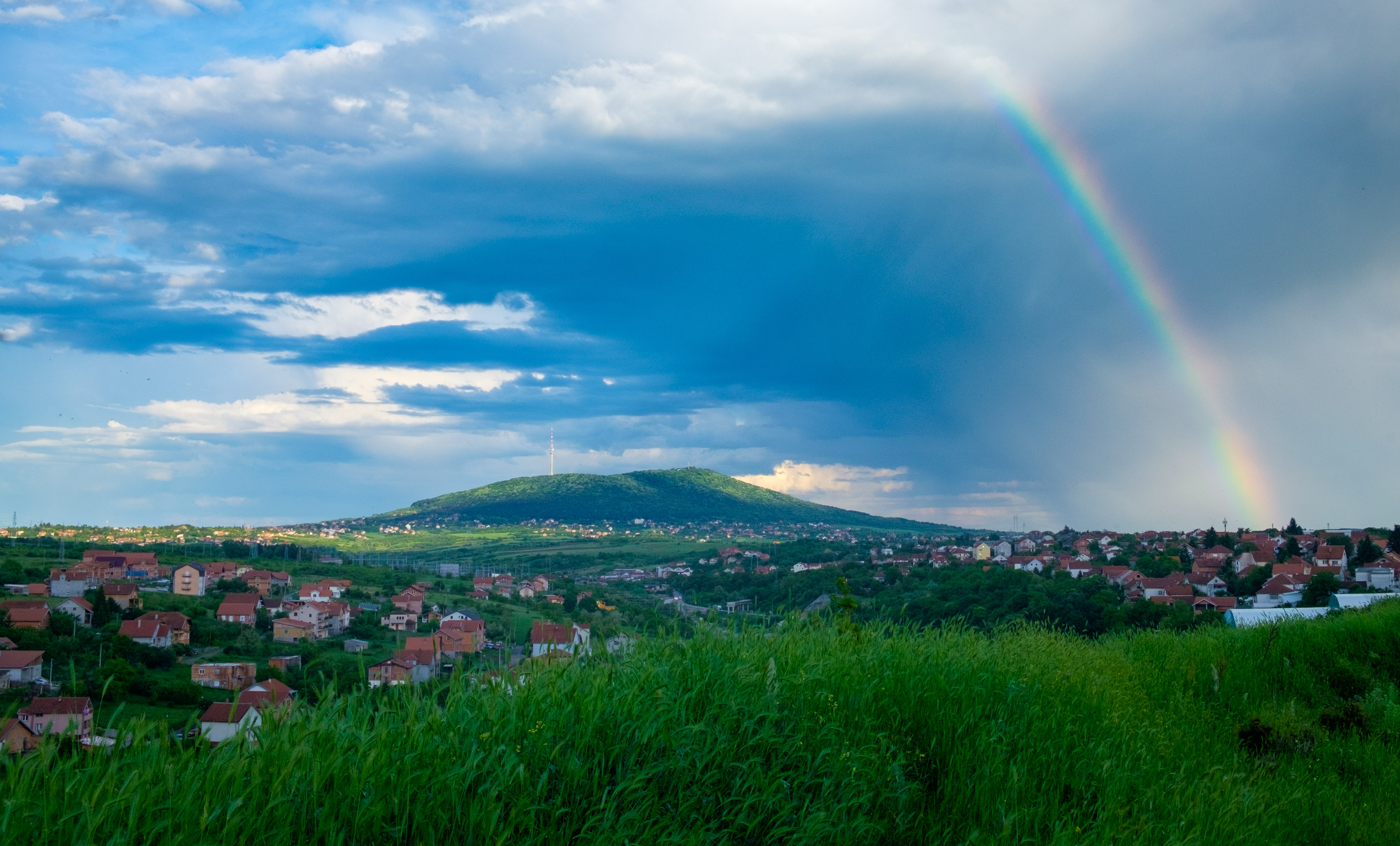
Duha nad Avalou.

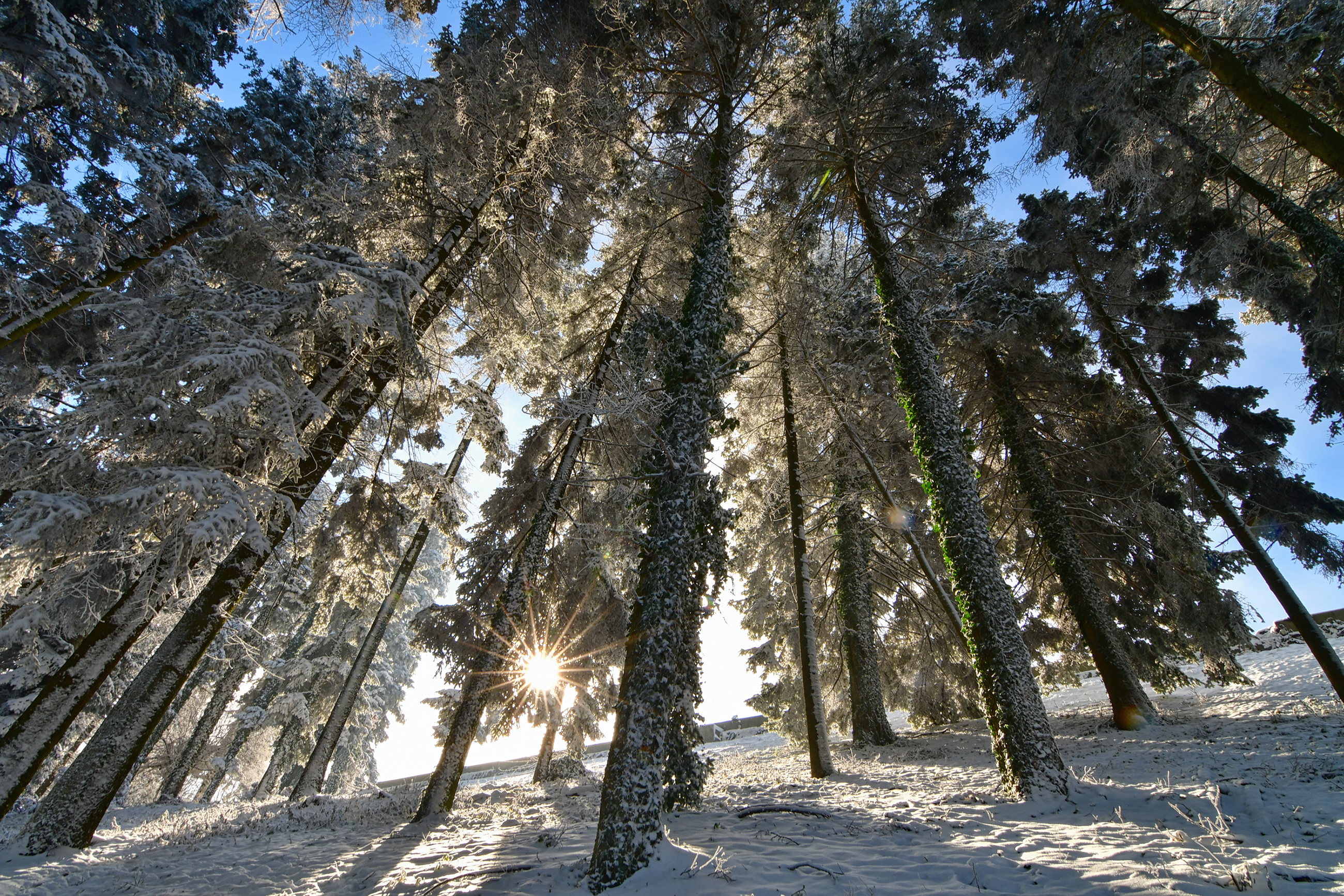
Lesy na Avale v zimě.

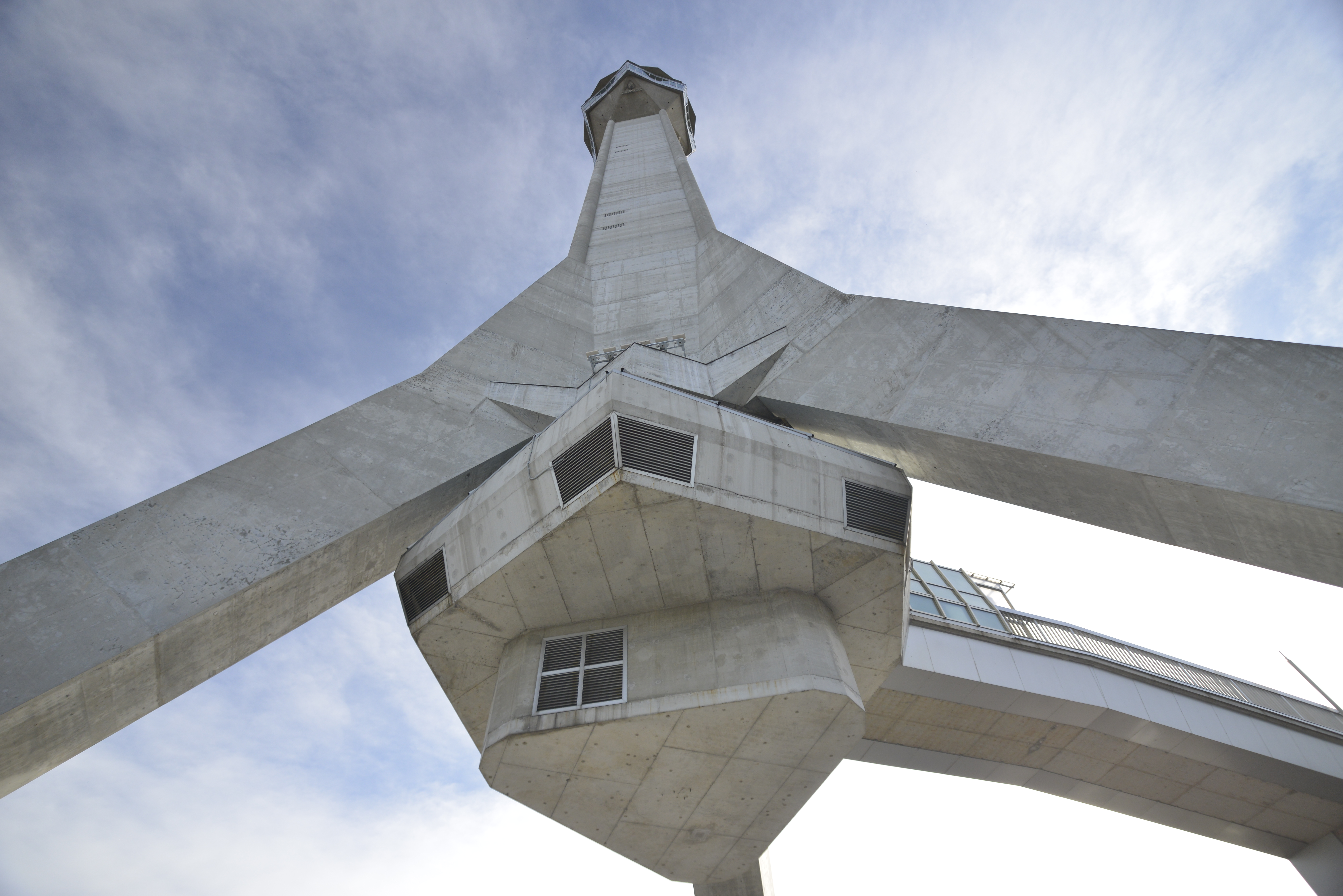
Televizní věž.

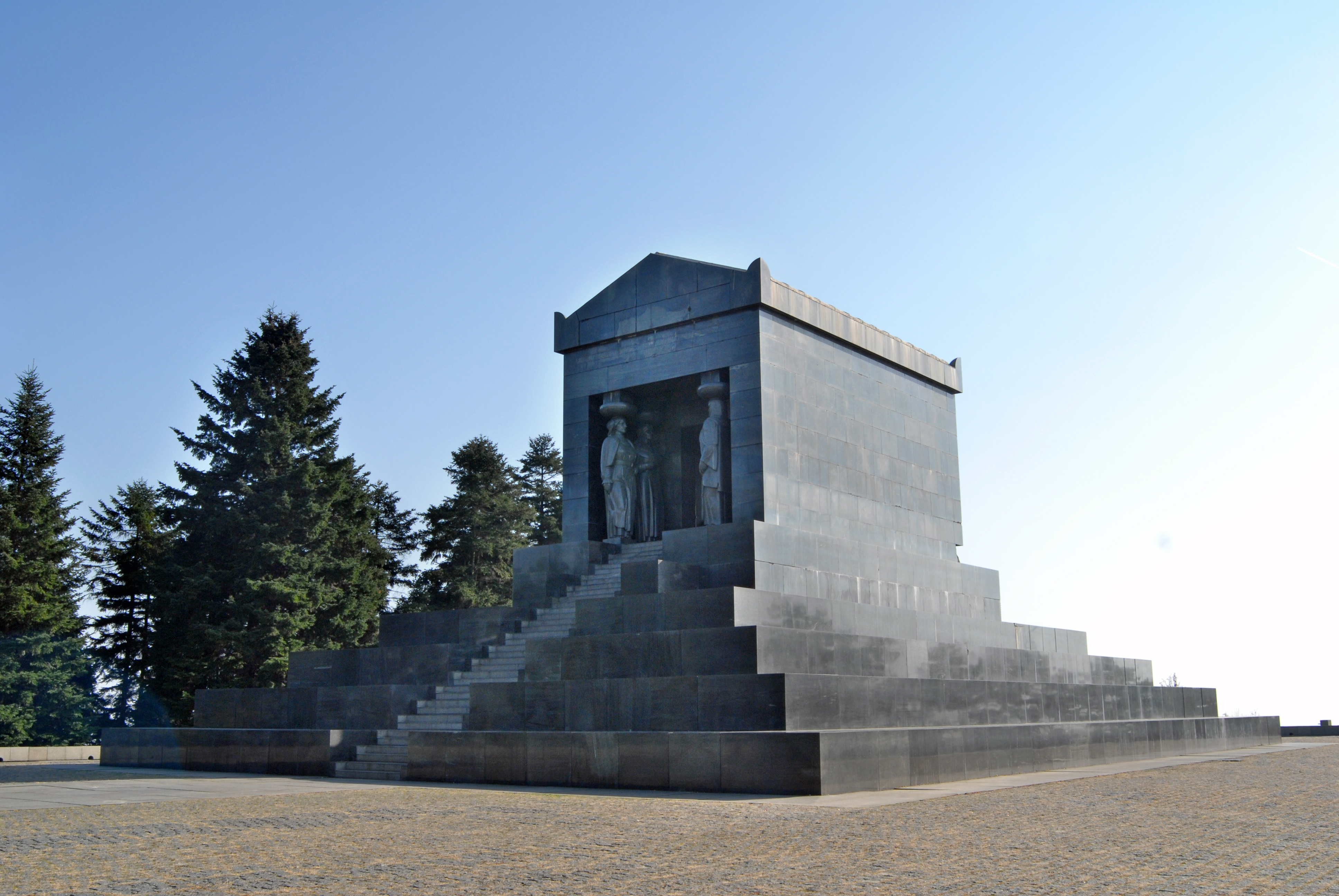
Památník Neznámého vojína.

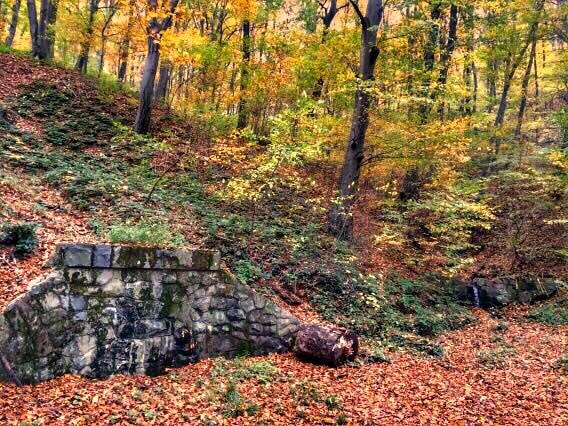
Podzimní Avala.

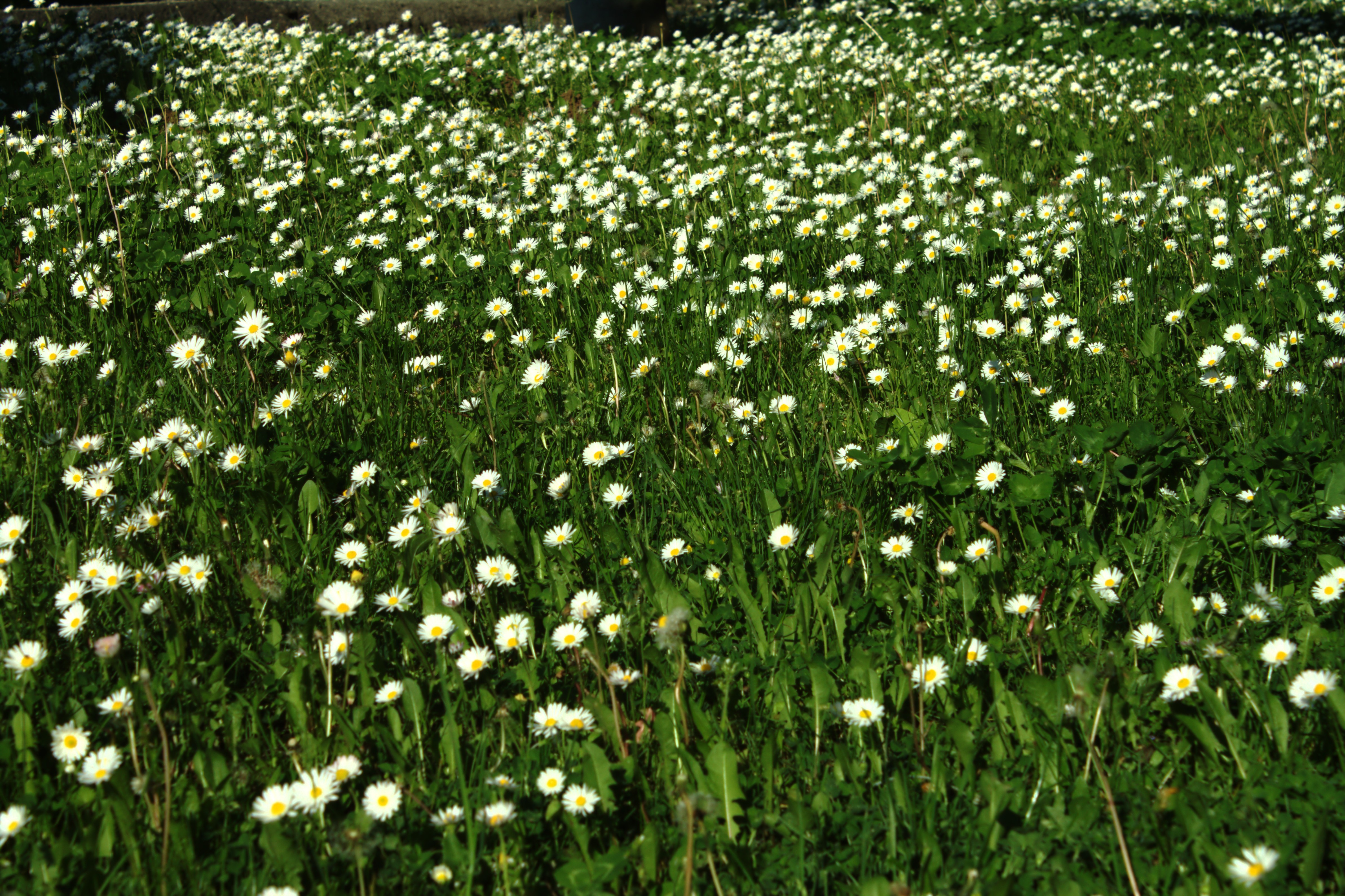
Kvetoucí louka.

Název Avala pochází nejspíše z arabského hawala, což znamená úkryt nebo překážka. Rozšířili jej nejspíše Turci, kteří sem pronikali z Anatolie; obdobně znějící turecké slovo neexistuje. Římský název Mons Aureus, znamenající doslova Zlatá hora je doložen historicky, stejně jako maďarský Sarnov. Slovanské obyvatelstvo jej nicméně za svůj nepřijalo.
Historicky je nicméně také doložen název slovanský, a to v podobě Žrnov. Ten se používal pro středověkou pevnost na vrcholu kopce. Tento název je původem nejspíše podle mlýna, který zde stál a vyráběl mouku ze zrní.

## Poloha a přírodní poměry
Jak již bylo zmíněno, leží Avala jižně od Bělehradu, administrativně pod hlavní město také spadá. Začleněna je pod území opštiny Voždovac, diskutováno bylo nicméně její odtržení a vznik nové místní části s názvem Avalski Venac. Toto nicméně uskutečněno nebylo.
Vrchol je součástí geomorfologických celků regionu Šumadija, resp. jeho nejsevernější částí. Kromě hlavního vrcholu s nadmořskou výškou 511 m n. m. jsou zde i další, a to Ladne vode, 340 m n. m., Zvečara, 347 m n. m. a Sakinac, 315 m n. m. Zalesněná plocha Avaly pokračuje jižním směrem i do rovnější krajiny, kde se nachází oblíbené výletní místo pro rodiny s dětmi s názvem Šuplja stena.
Na svazích Avaly se nachází několik pramenišť, např. Sakinac nebo Ledena voda. Oblastí protéká několik dalších malých potoků, jako například Vranovac, přítoku Bolečice. Na západním svahu hory nedaleko Pinosavy lze spatřit malé umělé jezírko. Avalou prochází rozvodí mezi povodím Dunaje a povodím Sávy. Pramení zde také Avalský potok, který se vlévá do Topčiderské řeky, která dále protéká okrajovými částmi srbské metropole.

## Geologie
Celá Avala je z geologického hlediska víceméně z vápence, nachází se zde ale také ložiska olova, která byla těžena až do roku 1960. Bohatě byly zastoupeny i jiné rudy. Další zastoupené horniny jsou metamorfované, hadec a další. 

## Význam
Na Avale se nachází televizní věž, která díky unikátnímu umístění má dosah signálu po celé oblasti Vojvodiny, dokonce i části Rumunska a Chorvatska. Rovněž se zde nachází Památník neznámého vojína od Ivana Meštroviće, vybudovaný na počest padlého vojína z bojů první světové války. 
Z řady zmíněných vrcholků jsou klíčové dva; severní, který slouží pro potřeby vysílače (stojí tam také Mitrovićův dům, který slouží pro ubytování a sportoviště) a jižní, který je upraven jako park.
Východně od Avaly stojí horský dům Čarapićev Brest. Pojmenován je podle vůdce jednoho ze srbských povstání z počátku 19. století, Vasy Čarapiće. 
Avala je považována za jednu z nejmenších hor na území Srbska, mimo jiné i pro to, že místní definici hory překonává o pouhých 11 metrů.
Na počátku každého měsíce července se zde konají pravidelná setkání srbských organizací, která se věnují horolezectví a organizované vysokohorské turistice.
Na jižním úpatí kopce se nachází vojenský objekt, kde je dislokována raketová brigáda srbské protiletecké obrany.
Podle Avaly se jmenuje mezinárodní vlak a dále tak byla nazvána i partyzánská skupina Avala-Modrý kruh působící v protektorátu. Televizní studio v Bělehradě i stanice v Srbsku nesou rovněž název podle hory. Avala se objevuje často jako námět řady písní nebo uměleckých děl.
Podle kopce je pojmenován i minerál avalit.

## Osídlení
Vrchol Avaly není osídlen ve smyslu rezidenčního bydlení; její okolí je nicméně obydlené. Nachází se zde obce (opštiny) Ripanj (jižně od Avaly, v roce 2022 10 084 obyvatel), dále Pinosava (západně, 3 239 obyvatel), dále Zuce (severovýchodně, 1915 obyvatel), Beli potok (severně, 3717 obyvatel) a Vrčin (východně, 8601 obyvatel). 

## Historie
Avala je jako strategicky významné místo neoddělitelně spjata s dějinami Bělehradu. Její osídlení patří k nejstarším v regionu.
Již v době Římské říše zde žilo různorodé obyvatelstvo. Nalezeny byly nápisy s keltskými jmény zahrnutými v latinských textech. Mimo toho byla lokalita využívána také pro těžbu rud. Předpokládá se, že název hory byl v této době v latině Mons Aureus, Kromě olova se zde těžilo i stříbro, zlato a zinek. Již tehdy zde existovala obchodní stezka a byla vybudována strážní věž pro obranu dolů.
Bylo tomu tak i ve středověku, kde byl na vrcholu postaven hrad Žrnov, který měl za úkol naleziště chránit. Tuci, kteří sem dorazili v 15. století, jej dobyli a připravovali odsud útok na Bělehrad. V roce 1503 proto patřila Avala Turkům, zatímco dnešní srbská metropole byla součástí Uherského království. Turci pevnost využívali nejspíše až do 18. století a potom byla opuštěna. Strategický význam Avaly vedl k tomu, že v národní paměti získala prominentní místo; s jistou mírou respektu se o ní vyjadřoval už i turecký cestovatel Evlija Čelebi v 17. století. Po dobytí Bělehradu strategický význam hory poklesl.
Již v roce 1859 nařídil na základě dopisu Josifa Pančiće srbský kníže Miloš Obrenović, aby byla Avala předmětem ochrany ze strany státu a její svahy zalesněny. Již v roce 1903 si rakousko-uherský přírodovědec Felix Philipp Kanitz poznamenal, že po Topčiderském parku se má stát Avala další zalesněnou částí města. V roce 1936 zde byl dokonce vyhlášen národní park, po druhé světové válce byl stav ochrany změněn na obecně významnou oblast. 
Zájem o ochranu lokality ale nezabránil těžbě na svazích kopce. Geologický průzkum lokality Crveni breg byl zahájen v roce 1870 a těžba odstartovala o 16 let. později. Od srbských vlastníků jej odkoupila belgická firma v roce 1901, poté jej měli francouzští vlastníci od roku 1906. Do vypuknutí druhé světové války bylo odsud odvezeno 18 800 tun rudy. Po skončení konfliktu se ještě těžilo několik let. Důl byl uzavřen roku 1953. Štoly byly vyraženy horizontálně. 
Během první světové války byla hora terčem rakousko-uherského vojska. O Avalu se bojovalo i během Bělehradské operace. Po první světové válce se zde nacházela řada hrobů padlých vojáků, jeden z nich patřil i vojákovi, jehož jméno nebylo známo. V duchu tehdy oblíbeného kultu neznámého vojáka zde vznikl památník i tomtuto bojovníkovi a později jej nahradila známá stavba.
Roku 1923 byla Avala poprvé zahrnuta do územního plánu metropole. V roce 1929 se zde uskutečnil první závod v běhu na lyžích na území Jugoslávie. První poválečný závod v témže sportu se konal rovněž zde. Výstavba Památníku neznámého vojína od Ivana Meštroviće si vyžádala odstranění zdí původní středověké pevnosti. Dokončena byla roku 1938. V téže době byl postaven i Mitrovićův dům, nicméně realizován byl ve své době již třicet let starý projekt. Tím byly zajištěny ubytovací kapacity pro návštěvníky vrcholu Avaly.
V červnu 1938 byla na Avalu zavedena elektrická energie, do té doby mělo svojí malou elektrárnu na úpatí jugoslávské Ministerstvo lesnictví (srbochorvatsky Ministarstvo šuma).
V roce 1960 byly uzavřeny místní doly. Kromě olova a dalších kovů se jednalo o jediné naleziště kersantitu v zemi, dekorativního stavebního kamene, ze kterého vznikly nejreprezentativnější stavby v Bělehradě, jako například Starý palác (královský) nebo Hotel Bristol.
Televizní věž zde vyrostla v roce 1965 a stala se symbolem celé Avaly. Zničena byla během bombardování Jugoslávie v roce 1999 a následně byla obnovena o deset let později.
Avala je také místem leteckého neštěstí letounu Sovětského letectva, při kterém 19. října 1964 zahynulo několik desítek lidí a také maršál Sergej Birjuzov. Na místě tehdejšího leteckého neštěstí se dnes nachází památník.
V roce 1972 sloužilo místní ubytovací zařízení Čarapićev brest jako karantenní zařízení během jugoslávské epidemie pravých neštovic.
V témže roce vyšel také nový územní plán Bělehradu nazvaný také jako Bělehrad 2000. Pro Avalu předpokládal zachování její původní podoby, nicméně také počítal se vznikem nízké zástavby převážně na jejím severním okraji.
Turistický potenciál místními relativně oblíbené lokality není nicméně dodnes plně využíván. V roce 1984 Avalu navštívilo 15 700 turistů. V letech 1994 a 2005 byla diskutována možnost výstavby areálu zimních sportů na svazích kopce, nicméně toto nebylo uskutečněno. Jedním z důvodů je také nízká nadmořská výška. Kritika ze strany opozice a nezbytnost použití umělé zasněžovací techniky i v zimních měsících nakonec vedly k tomu, že v roce 2020 nebyly žádné práce zahájeny, ačkoliv tak plán předpokládal.
Územní plán metropole z roku 2021 stanovuje, že Avala bude plnit role sportovní a rekreační zóny. I přes značnou míru ochrany nicméně vznikají na úpatí Avaly nelegální stavby. Bělehradský magistrát jednotlivá staveniště prošetřoval ještě v témže roce a v roce následujícím byly domy zbořeny.

## Doprava
Na vrchol Avaly vedou dvě asfaltové silnice, jedna je přístupná pro individuální automobilovou dopravu. V blízkosti kopce vede obcemi Pinosava a Beli potok komunikace regionálního významu č. 149, která na sever pokračuje do Bělehradu. Severně od vesnice Beli potok se nachází také železniční stanice.
Východně od hory prochází dálnice A1 a vysílač je, jak již bylo zmíněno, dobře patrný při příjezdu do metropole z lokality Vrčin. Severně od Avaly potom vede dálniční obchvat metropole.

## Ochrana přírody, fauna a flóra
Zalesněná část Avaly je chráněna jako tzv. Oblast mimořádného významu (srbsky Predeo izuzetnih odlika). Nachází se zde hodnotná fauna a flóra. Magistrát tuto oblast vyhlásil v roce 2007. Její rozlohu vymezil na 489 ha. Les ji tvoří ze sedmdesáti procent. Na chráněném území roste okolo 600 druhů rostlin. Jsou zde i byliny léčivé, některé jsou původní. Roste zde například Mateřídouška úzkolistá, Třezalka tečkovaná, Přeslička rolní, Máta peprná a další. Lesy jsou do velké míry borovicové, kromě toho je zde ale zastoupen i dub zimní, habr obecný, buk lesní, borovice černá nebo akáty.
Z fauny se zde občas vyskytuje prase divoké a dále zvířecto typické pro tento region. Zaznamenáno tu bylo 21 druhů ptáků.
Na západním svahu kopce stojí tzv. Podavalský park.

## Turistika
Avala je oblíbeným turistickým cílem návštěvníků Bělehradu i místních. Na vrchol je vedena značná turistická trasa a po vrstevnicích jsou vyznačené i některé další trasy.